# Bernard Labourdette
Bernard Labourdette (* 13. August 1946 in Lurbe-Saint-Christau (Aquitaine); † 20. Juli 2022 ebendort) war ein französischer Radrennfahrer.
Als Amateur wurde er 1965 Zweiter in der Vuelta a Aragón hinter Jose Pujol.
Labourdette war Profi von 1969 bis 1977. Gleich in seinen beiden ersten Profijahren gewann er ein Straßenrennen in Marmande. 1969 folgte ein Sieg beim Kriterium in Lubersac. Im gleichen Jahr bis zu seinem Karriereende 1976 nahm er dann jeweils an der Tour de France teil, wobei sein bestes Ergebnis Rang 8 bei der Tour 1971 (noch vor Lucien Aimar) war. Dabei gelang ihm auch ein Sieg auf einer Teiletappe.
Aber auch in Eintagesrennen blieb er nicht ohne Erfolg. So gewann er 1970 das Rennen Bernos-Beaulac (vor Jean-Pierre Danguillaume und Henk Hiddinga). 1971 gewann er das Kriterium Bain-de-Bretagne vor Charly Grosskost und Luis Ocaña Pernía, als auch das Kriterium in Meymac.
1972 folgten Siege in Dunières und Pommerit-le-Vicomte und er gewann auch das Etappenrennen Étoile des Espoirs. 1973 gelang ihm der Sieg beim Kriterium in Auzances noch vor Raymond Poulidor. 1976 gelang ihm noch ein 2. Platz beim Rennen Etoile de Bessèges.